# Космос-1667
Космос-1667 («Бион-7») — советский беспилотный космический корабль запущенный с космодрома «Плесецк» 10 июля 1985 года. Один из аппаратов серии «Бион».

## Запуск
Запуск «Космос-1667» был осуществлён ракетой-носителем «Союз-У» с площадки 41/1 космодрома «Плесецк» 10 июля 1985 г в 03:15 по Гринвичу. Аппарат был выведен на низкую околоземную орбиту с перигеем 222 км и апогеем 297 км с наклоном орбиты 82,30° и периодом обращения 90 минут.
17 июля 1985 г возвращаемый модуль корабля совершил посадку в Казахстане.

## Задачи
«Космос-1667» стал вторым космическим аппаратом СССР, который доставил на орбиту Земли приматов. Эксперименты во время полёта «Космос-1667» должны были стать повторным исследованием влияния пребывания в космосе на сердечно-сосудистую систему, но на этом этапе исследований было реализовано несколько улучшений. Оптимизированные послеоперационные процедуры реабилитации животных сводили к минимуму риск повреждения контрольных имплантатов. Так же данные о состояние подопытных регистрировались с меньшей периодичностью на протяжении всего полёта. Помимо этого, две обезьяны с аналогичными имплантатами параллельно проходили обследование на Земле для более точного сбора контрольных данных.
Основной целью американских исследователей было измерение давления в кровеносной системе приматов во время полета. Соединённые Штаты предоставили для этого эксперимента приборы как для установки на космическом аппарате, так и для исследований на Земле. Необработанные аналоговые данные экспериментов по полету и наземным исследованиям были переданы в лабораторию сердечно-сосудистых исследований в исследовательском центре НАСА для анализа. Данные гемодинамики были соотнесены с одновременно записанными советскими учёными данными. Аналогичное сравнительное исследование было проведено во время миссии «Космос-1514».
На борту космического аппарата в специальных отсеках были размещены две макаки (Macaca mulatta): Гордый и Омка. Каждое животное весило примерно 4 кг. Обе особи так же были подопытными в советских нейрофизиологических исследованиях. Также «Космос-1667» вмещал десять крыс-самцов и десять тритонов. Тритонам ампутировали часть передних конечностей и удалили хрусталики, чтобы изучить скорость восстановления организмов после травм во время пребывания в космосе. Помимо этого, на аппарате разместили 1500 мух дрозофил для отслеживания энергетического обмена при процессе размножения. Полезная нагрузка также включала семена кукурузы, крокуса и гуппи в аквариуме.